# Massacre de Katyn
Massacre de Katyn (em polonês/polaco: zbrodnia katyńska; em russo: Катынский расстрел), também conhecido como Massacre da Floresta de Katyn, foi uma execução em massa ocorrida durante a Segunda Guerra Mundial contra oficiais poloneses prisioneiros de guerra, policiais e cidadãos comuns acusados de espionagem e subversão pelo Comissariado do Povo para Assuntos Internos (NKVD), a polícia secreta soviética, comandada por Lavrentiy Beria, entre abril e maio de 1940, após a rendição da Polônia à Alemanha Nazista. Através de um pedido oficial de Beria, datado de 5 de março de 1940, o líder soviético Josef Stalin e quatro membros do Politburo aprovaram o genocídio. O número de vítimas é calculado em cerca de 22 000, sendo 21 768 o número mínimo identificado. As vítimas foram executadas na floresta de Katyn, na Rússia, em prisões em Kalinin e Carcóvia e em outros lugares próximos. Do total de mortos, cerca de 8 mil eram militares prisioneiros de guerra, outros 6 mil eram policiais  e o restante dividido entre civis integrantes da intelectualidade polonesa — professores, artistas, pesquisadores, historiadores, etc. — presos sob a acusação de serem sabotadores, espiões, latifundiários, donos de fábricas, advogados, funcionários públicos perigosos e padres.
O termo "Massacre de Katyn" originalmente refere-se especificamente ao massacre na floresta de Katyn, perto das vilas de Katyn e Gnezdovo, localizadas cerca de 19,5 km a oeste de Smolensk, dos oficiais do exército polonês presos no campo de prisioneiros de guerra de Kozelsk. Esta foi a maior das execuções simultâneas perpetradas contra prisioneiros poloneses. Ocorreram outras execuções em campos mais afastados, situados em Starobelsk e Ostashkov, no quartel-general da NKVD em Smolensk, em prisões em Kharkov, Kalinin, Moscou e em locais da Bielorrússia e da Ucrânia ocidental, baseadas em listas de execução de prisioneiros preparadas pela NKVD especialmente para estas regiões. Várias organizações polonesas do pós-guerra investigaram não só os massacres na floresta mas também os ocorridos nestas regiões, e consideram as vítimas polonesas de outras regiões além de Katyn como parte do massacre em geral.
Em 1943, quase dois anos depois da Operação Barbarossa, a invasão da URSS pelas tropas nazistas, o governo alemão anunciou a descoberta das valas cheias de corpos na floresta de Katyn. O governo polonês no exílio, em Londres, pediu de imediato à Cruz Vermelha Internacional que abrisse investigações, o que levou Stalin a romper relações com os poloneses expatriados. A União Soviética alegou que o genocídio havia sido praticado pelos nazistas e continuou a negar responsabilidade sobre os massacres até 1990, quando o governo de Mikhail Gorbachev  reconheceu oficialmente o massacre e condenou os crimes levados a cabo pela NKVD em 1940, assim como ao seu subsequente encobrimento. No ano seguinte, Boris Yeltsin trouxe a público os documentos datados de meio século antes que autorizavam o genocídio.
Investigações feitas pelo gabinete do procurador-geral da União Soviética (1990–1991) e da Federação Russa (1991–2004) confirmaram a responsabilidade soviética sobre os massacres e a morte de 1 803 cidadãos poloneses, mas se recusaram a classificar a ação como crime de guerra ou um ato de genocídio. A investigação foi encerrada sob o argumento de que os responsáveis já estavam todos mortos e como o governo russo não classificou os mortos como vítimas da repressão stalinista, foi descartada uma reabilitação póstuma formal. A organização não-governamental de direitos humanos russa Memorial lançou um comunicado afirmando que o fim das investigações era inadmissível e que a confirmação por parte do governo de que apenas 1 803 pessoas haviam sido mortas "precisava de uma explicação porque se sabe que mais de 14 500 prisioneiros foram executados". Em novembro de 2010, a Duma Estatal russa aprovou uma declaração culpando Stalin e outros dirigentes soviéticos por haverem pessoalmente ordenado o massacre.

## Origem

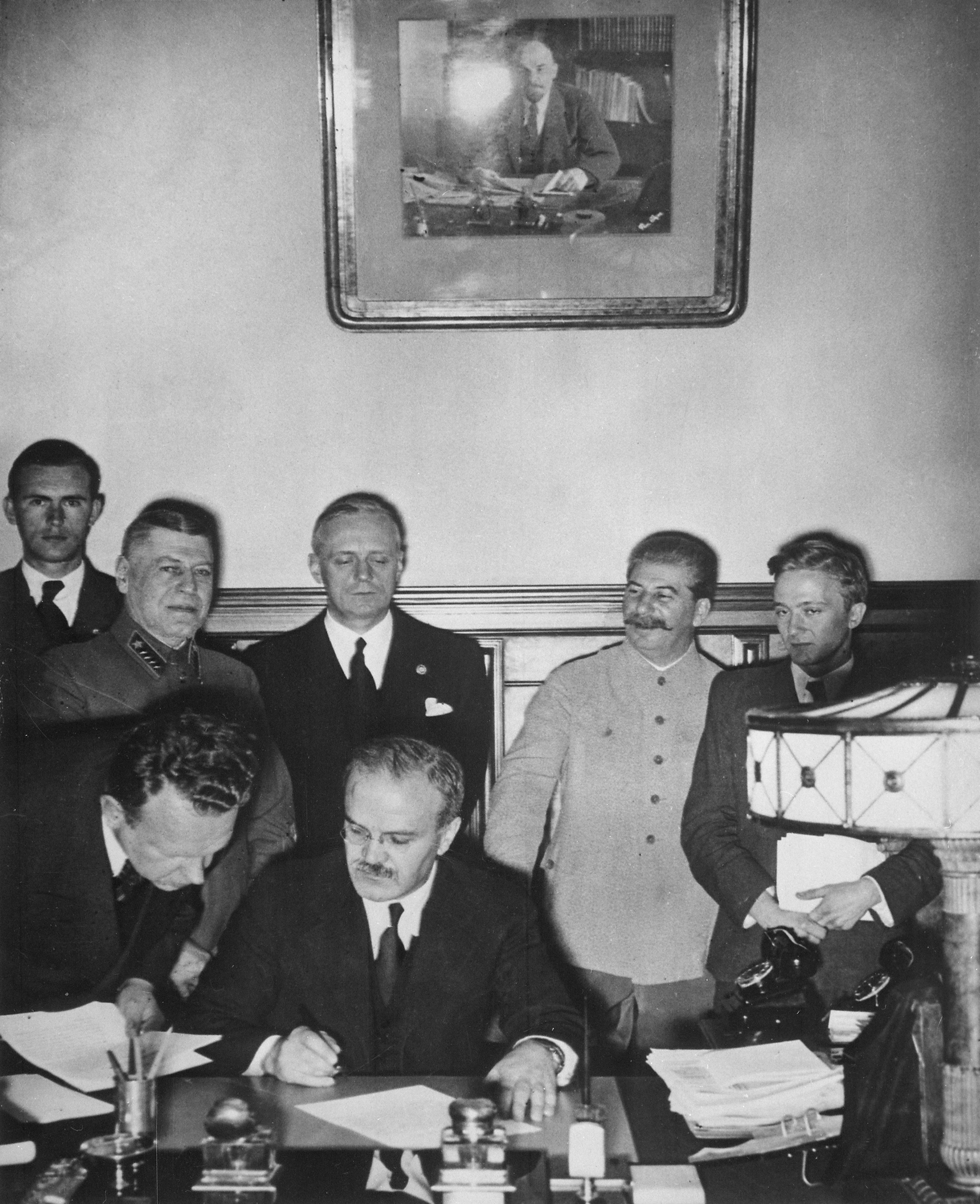
O ministro das Relações Exteriores da União Soviética, Vyacheslav Molotov, assina o Pacto de Não-Agressão em 1939. Atrás dele de pé, Joachim von Ribbentrop e Josef Stalin.

Em 1 de setembro de 1939 a Alemanha de Adolf Hitler invadiu a Polônia, dando início à Segunda Guerra Mundial. A França e a Grã-Bretanha, obrigadas por seus tratados de assistência e defesa militar mútuos com a Polônia, exigiram a imediata retirada das tropas alemãs do país. Tendo seus ultimatos sido ignorados, em 3 de setembro os dois países e a maioria dos integrantes da Commonwealth declararam guerra ao Terceiro Reich. Entretanto, muito pouco apoio militar foi dado ao país invadido e durante meses nenhuma ação militar significativa foi tomada em sua defesa, num período que ficou conhecido como a Guerra de Mentira.
Em 17 de setembro, a União Soviética começou sua própria invasão, de acordo com os termos do Pacto Molotov-Ribbentrop ou Pacto de Não Agressão Germânico-Soviético, assinado ainda nos últimos dias de paz. O Exército Vermelho avançou rapidamente e encontrou pouca resistência, já que os soldados poloneses haviam sido orientados por seu governo para evitar o combate com os soviéticos. Entre 250 mil e 454 mil poloneses foram feitos prisioneiros e internados em campos pela autoridades soviéticas. Alguns deles foram libertados pouco tempo depois ou escaparam, enquanto 125 mil foram aprisionados em campos sob controle da NKVD. Destes, 42 400 soldados de etnia ucraniana ou bielorrussa que viviam nas regiões da Polônia recém-incorporadas à URSS foram libertados em outubro. Os 43 000 prisioneiros oriundos da Polônia ocidental, agora sob domínio alemão, foram transferidos para a Alemanha. Em troca, a Alemanha entregou 13 575 poloneses aos soviéticos.
Além de militares e funcionários do governo, outros cidadãos civis sofreram perseguição e repressão. Milhares de integrantes da intelligentsia polonesa foram presos por diversos tipos de acusações. Como o sistema de recrutamento militar da Polônia requeria que universitários formados se tornassem automaticamente oficiais da reserva das forças armadas, com o acesso a essas listas e documentos o NKVD não teve muita dificuldade em identificá-los, reuni-los e prender uma grande quantidade de representantes da classe mais educada. De acordo com o Instituto da Memória Nacional, cerca de 320 mil cidadãos poloneses foram deportados para a União Soviética (número questionado por vários historiadores que o elevam a algo entre 700 mil e 1 milhão). Estudos deles estimam um número de 150 mil poloneses mortos sob domínio soviético durante a guerra. De um grupo de 12 mil enviados para um campo perto de Kolyma, entre 1940 e 1941, sobreviveram apenas 583 homens, libertados em 1942 para se juntarem às forças polonesas criadas pelos soviéticos no leste do país para combater os nazistas.
De acordo com o historiador Tadeusz Piotrowski, durante a guerra e após 1944, 570 387 cidadãos poloneses foram submetidos a algum tipo de repressão pelas autoridades soviéticas.

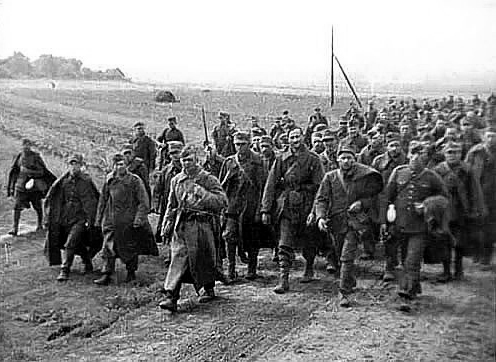
Prisioneiros de guerra poloneses capturados pelos soviéticos.

Em 19 de setembro, apenas dois dias após a invasão, Beria ordenou ao NKVD que criasse uma rede e centros de recepção, triagem e administração de prisioneiros de guerra feitos pelo Exército Vermelho, providenciando o transporte ferroviário de muitos deles para o oeste da União Soviética. Os maiores campos estavam localizados em Kozelsk, Ostashkov e Starobelsk, tendo também sido criados campos menores em Vologda e pequenas cidades da região.
Kozelsk e Starobelsk foram criados especialmente para abrigar oficiais poloneses capturados, enquanto Ostashkov abrigava policiais, guardas de prisão e até escoteiros. Alguns destes prisioneiros eram civis e parte da elite intelectual polonesa, como advogados, artistas, professores e padres. A lotação dos campos era de 5 000 em Kozelsk, 6 570 em Ostashkov e 4 000 em Starobelsk, num total de 15 570 homens.
Em 19 de novembro, a NKVD tinha sob sua custódia cerca de 40 mil prisioneiros de guerra, divididos entre oficiais militares, oficiais de polícia e 25 mil soldados. Em dezembro, uma nova onda de prisões apreendeu uma nova leva de oficiais ainda em liberdade. Em 3 de dezembro, o general Ivan Serov enviou um relatório a Beria informando que, ao todo, tinham sido aprisionados 1 057 oficiais do extinto exército polonês. Os 25 mil soldados e oficiais descomissionados foram transportados para campos de trabalho forçado no interior da URSS.
Quando chegavam a estes campos, os prisioneiros eram submetidos a interrogatórios e constante agitação política por agentes da NKVD. Eles acreditavam que seriam libertados rapidamente, já que a Polônia tinha assinado sua rendição, mas os interrogatórios na verdade constituíam um processo de seleção para decidir quem ia viver e quem ia morrer. De acordo com o relatório dos interrogadores, os prisioneiros que não assumissem uma atitude pró-soviética eram declarados "inimigos endurecidos e intransigentes para com a autoridade soviética".
Em 5 de março de 1940, de acordo com uma nota de Beria para Stalin, quatro membros do Politburo — Stalin, Vyacheslav Molotov, Kliment Voroshilov e Anastas Mikoyan — assinaram a ordem para a execução de 25 700 poloneses "nacionalistas e contra-revolucionários" mantidos em campos ocupados na Ucrânia e na Bielorrússia. A principal razão para o massacre, segundo o historiador Gerhard Weinberg, seria a intenção do líder soviético em privar de um futuro exército polonês o seu oficialato mais comprometido e capacitado. Além disso, os soviéticos perceberam que estes presos constituíam uma grande massa de poloneses treinados e motivados, que não aceitariam uma quarta partilha da Polônia.

## Execuções

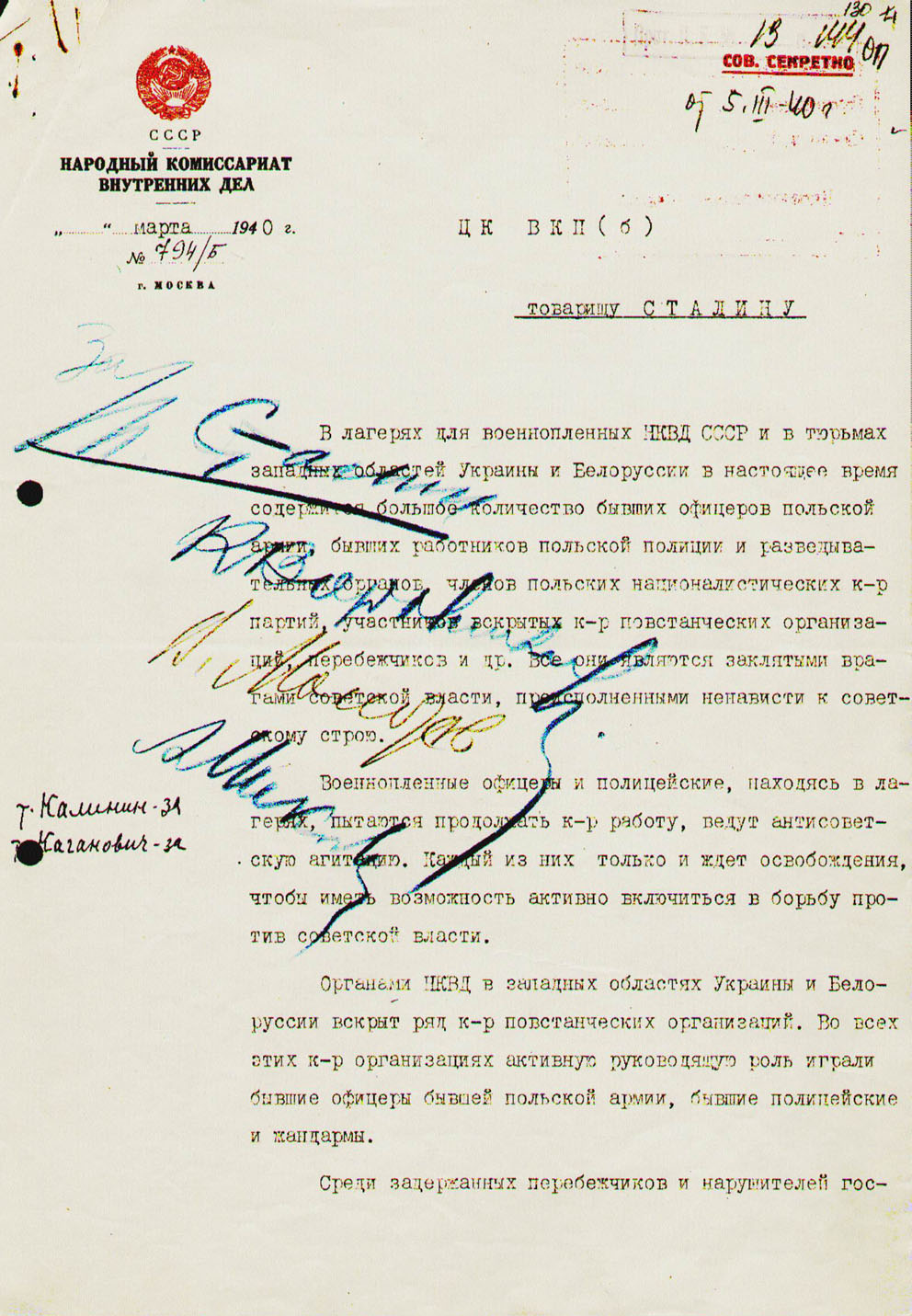
Memorando de Lavrentiy Beria a Josef Stalin, propondo a execução dos oficiais poloneses.

O número de vítimas de Katyn é estimado em cerca de 22 000, com pelo menos 21 768 mortes confirmadas. De acordo com documentos soviéticos liberados em 1990, 21 857 prisioneiros e internos poloneses foram executados após 3 de abril de 1940: 14 552 prisioneiros de guerra (a maioria deles dos três campos, Kozelsk, Ostashkov e Starobelsk) e 7 305 prisioneiros em áreas do oeste da Ucrânia e da Bielorrússia. Do total, 4 421 eram de Kozelsk, 3 820 de Starobelsk, 6 311 de Ostashkov, e 7 305 de prisões ucranianas e bielorrussas. O chefe do departamento de prisioneiros de guerra da NKVD, major-general P.K. Soprunenko, organizou seleções de oficiais poloneses para serem massacrados em Katyn e nas outras áreas.
Entre os que morreram na floresta de Katyn, estavam um almirante, dois generais, 24 coronéis, 79 tenente-coronéis, 258 majores, 654 capitães, 17 capitães de marinha, 3 420 suboficiais, sete capelães, três fazendeiros, um príncipe, 43 oficiais de forças diversas, 85 soldados, 131 refugiados, 20 professores universitários, 300 médicos, várias centenas de advogados, engenheiros e mais de 100 jornalistas e escritores, assim como 200 pilotos de combate da Força Aérea. No total, a NKVD executou mais da metade do corpo de oficiais das forças armadas polonesas. Contando com os massacres nas outras áreas, foram executados catorze generais , entre eles Leon Billewicz. Nem todos os mortos eram de etnia polonesa, uma vez que a Segunda República Polonesa era um estado multiétnico e vários de seus oficiais eram ucranianos, bielorrussos e judeus. Estima-se que cerca de 8% dos militares assassinados em Katyn sejam judeus poloneses.
Mais de 99% dos prisioneiros restantes foram executados posteriormente. Prisioneiros do campo de Kozelsk foram executados no local dos assassinatos em massa, em Katyn, na área de Smolensk. Prisioneiros de Starobelsk foram assassinados dentro da prisão da NKVD em Kharkov e os corpos enterrados em Piatykhatky e oficiais de polícia de Ostashkov mortos na prisão da NKVD em Kalinin e enterrados em Mednoye.
Informações detalhadas sobre as execuções foram prestadas por Dmitrii Tokarev, ex-chefe da NKVD em Kalinin, durante uma audiência. De acordo com ele, os fuzilamentos começavam no início da noite e terminavam ao amanhecer. O primeiro transporte de prisioneiros trazia 390 pessoas e os executores tiveram um árduo trabalho para matar tantas pessoas durante uma noite. As levas seguintes de homens traziam no máximo 250 presos. As execuções eram normalmente feitas com uma arma automática alemã, a Walther PPK, calibre 7,65 mm, fornecidas por Moscou, mas foram também usados revólveres Nagant M1895 russos. Os assassinos usaram armas alemães ao invés do revólver-padrão das forças soviéticas, em virtude do coice dessas armas ser muito forte, o que provocava dores no braço após as primeiras dúzias de tiros. Vasili Blokhin, um oficial soviético conhecido por ser o principal carrasco de Stalin, matou pessoalmente mais de 7 mil prisioneiros do campo de Ostashkov, alguns deles com apenas 18 anos, na prisão da NKVD em Kalinin, num período de 28 dias, em abril de 1940.
Os assassinatos eram metódicos. Após a verificação das suas informações pessoais, o prisioneiro era algemado e levado para uma cela isolada com pilhas de sacos de areia e encerrada por uma porta pesada. A vítima recebia ordens de se ajoelhar no meio da cela, o executor se aproximava por trás e lhe dava um tiro na nuca ou na parte de trás da cabeça. O corpo era então carregado por uma porta de saída, do outro lado da cela, e jogado dentro de um dos caminhões que esperavam para recolher os corpos, enquanto o próximo condenado era introduzido na cela pela porta de entrada. Além do abafamento do barulho dos tiros causados pelo isolamento da cela, máquinas — talvez grandes ventiladores — passavam a noite toda operando fazendo grande barulho. Este procedimento foi seguido todas as noites, à exceção do feriado de Primeiro de Maio.
Foram enterrados em Bykivnia eKurapaty, nos arredores de Minsk, entre 3 e 4 mil internos poloneses mortos em prisões na Ucrânia e na Bielorrússia. A tenente Janina Lewandowska, filha do general Józef Dowbor-Muśnicki, comandante-militar da Revolta da Grande Polônia, ao término da Primeira Guerra Mundial, foi a única mulher assassinada nos massacres de Katyn.

## Descoberta
"O mau cheiro era horrível. Quando nós chegamos os alemães estavam removendo uma camada de terra de um metro de espessura. E nela havia corpos e casacos, dispostos em fileiras. Eles estavam mexendo nos corpos, verificando os bolsos, retirando relógios e montando uma espécie de museu com aquilo fora das covas. Os alemães queriam testemunhas. Eles nos queriam como testemunhas para a História".— Dmitry Khudykh, morador de Katyn
O destino dos prisioneiros poloneses foi debatido logo após a invasão da União Soviética, em junho de 1941. O governo polonês no exílio e o governo soviético assinaram o Tratado Sikorski-Mayski, que anunciou a disposição de ambos para lutar juntos contra a Alemanha Nazista e pela criação de um exército polonês a ser formado no território soviético. O general polonês Władysław Anders começou a organizar este exército e logo pediu informações ao governo soviético sobre os oficiais que haviam sido aprisionados e estavam desaparecidos. Durante um encontro pessoal, Stalin assegurou a ele e ao primeiro-ministro exilado Władysław Sikorski que todos haviam sido libertados e que nem todos poderiam ser contabilizados porque o governo havia "perdido o rastro" deles na Manchúria.

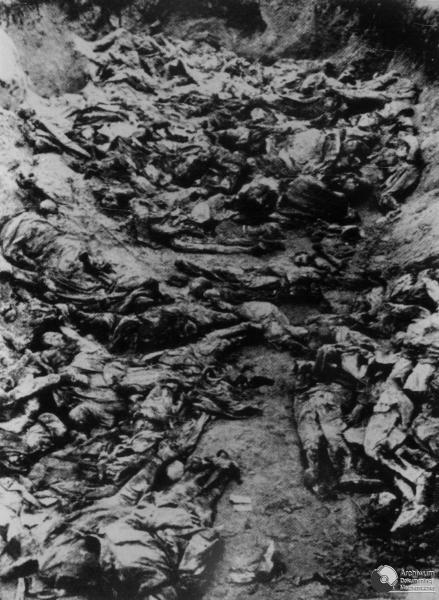
Centenas de corpos numa das valas coletivas de Katyn.

Em 1942, trabalhadores de ferrovias poloneses na região ouviram habitantes locais referir-se a sepulturas coletivas de Kozielsk perto de Katyn, tendo sido descoberta uma delas e reportado o caso à resistência polonesa. A princípio, não foi dada importância à notícia, já que ninguém pensava que pudesse haver muitos corpos ali. No começo de 1943, Rudolf von Gersdorff, um oficial alemão servindo como elemento de ligação entre o Grupo de Exércitos Centro da Wehrmacht e a Abwehr, teve conhecimento da existência de valas coletivas de oficiais poloneses. A informação indicava que essas sepulturas encontravam-se na floresta de Katyn. A notícia foi passada a seus superiores - fontes divergem de quando exatamente os alemães tiveram conhecimento do fato, entre o fim de 1942 e janeiro/fevereiro de 1943, e de quando os líderes em Berlim receberam essas informações, entre 1 de março a 4 de abril).
Joseph Goebbels viu na descoberta uma excelente ferramenta para criar uma rachadura entre os poloneses, os aliados ocidentais e a União Soviética, e para reforçar a propaganda nazista contra os horrores do bolchevismo e a submissão dos americanos e britânicos a ele. Após intensa preparação, em 13 de abril de 1943 a Rádio Berlim transmitiu para o mundo a notícia de que forças alemães haviam descoberto na floresta de Katyn, perto de Smolensk, "... uma vala com 28 metros de comprimento por dezesseis de largura, dentro da qual estavam enterrados e empilhados em doze camadas o corpo de 3 mil oficiais poloneses...". A transmissão então começou a acusar os soviéticos de terem cometido o massacre em 1940.
Os alemães levaram a Katyn um grupo de doze especialistas forenses da Bélgica, Bulgária, Dinamarca, Itália, Suécia, Suíça, Finlândia, Croácia, Romênia, Hungria, França, Eslováquia e Países Baixos para analisar a descoberta. Eles estavam tão ansiosos para provar a culpa dos soviéticos que chegaram a levar até ao local prisioneiros de guerra aliados. Este grupo, liderado pelo suíço Naville, e do qual também fazia parte o italiano Vincenzo Mario Palmieri, professor de Medicina Legal e Seguro na Universidade de Nápoles, chegou a um veredito unânime. Com base no exame de cadáveres, roupas de inverno e em documentos encontrados, todos mostrando serem anteriores a março de 1940, e na dendrocronologia de árvores florestais, revelando uma idade inferior a três anos mas superior a dois, a responsabilidade do massacre foi atribuída aos soviéticos. Depois da guerra, dois destes técnicos forenses, o búlgaro Marko Markov e o tcheco Frantisek Hajek, com seus países ocupados pela URSS, foram obrigados a desmentir as evidências que tinham encontrado nas análises feitas em 1943.
A descoberta do massacre foi benéfica para a propaganda nazista, que o usou para desacreditar os soviéticos. Goebbels escreveu em seu diário, em 14 de abril de 1943: "Nós agora estamos usando a descoberta de 12 mil soldados poloneses mortos pela polícia secreta soviética para propaganda anti-bolchevista em grande estilo. Enviamos jornalistas de países neutros e intelectuais poloneses ao local onde foram encontrados. Seus relatos que nos chegam agora da frente são horríveis. O Führer também nos deu permissão para passar estas notícias drásticas à imprensa alemã. Eu dei instruções para que seja feita a utilização mais ampla possível do material de propaganda. Seremos capazes de viver disso por algumas semanas". Os alemães tiveram uma grande vitória de propaganda, retratando o comunismo como um perigo para a civilização ocidental.
O governo soviético negou de imediato as acusações dos alemães, afirmando que os prisioneiros de guerra poloneses tinham sido engajados em trabalhos de construção a oeste de Smolensk e ali capturados e executados por unidades alemães invasoras em agosto de 1941. A resposta soviética em 15 de abril, depois da transmissão radiofônica nazista em 13 de abril, preparada pelo Gabinete de Informação Estatal, conhecido comumente como 'Sovinformburo' (hoje, a agência de notícias RIA Novosti) foi:[...]..prisioneiros de guerra poloneses trabalhando em construções a oeste de Smolensk [...] caíram em mãos de carrascos nazi-fascistas [...].
Em abril de 1943, o governo polonês exilado em Londres insistiu em trazer o assunto para a mesa de negociações com os soviéticos, na sequência da abertura de uma investigação pela Cruz Vermelha Internacional. Stalin, em resposta, acusou os exilados de cooperação com os nazistas, cortou relações diplomáticas com eles e começou uma campanha para fazer os demais Aliados reconhecerem a União de Patriotas Poloneses, um governo alternativo pró-soviético baseado em Moscou e liderado por Wanda Wasilewska. Sikorski, o primeiro-ministro polonês no exílio, morreu num acidente de avião em 4 de julho de 1943, o que foi de grande conveniência para os líderes aliados.

### Reação soviética
Em setembro de 1943, quando Goebbels foi informado de que as forças alemães iriam se retirar da área de Katyn, ele profetizou em seu diário: "Infelizmente, teremos que renunciar a Katyn. Os bolchevistas, sem dúvida, logo vão "descobrir" que nós matamos 12 mil militares poloneses. Este episódio nos causará problemas no futuro. Os soviéticos farão o possível para descobrir quantas covas existirem para então nos culpar disso."
Retomando a área de Katyn logo após o Exército Vermelho recapturar Smolensk, por volta de setembro-outubro de 1943, as forças da NKVD começaram uma operação de encobrimento no local.  Entre outras evidências removidas, foi destruído um cemitério que a Cruz Vermelha Polonesa havia construído com a permissão dos alemães. Testemunhas eram "entrevistadas" e ameaçadas de prisão sob alegações de colaboração com os alemães se seus testemunhos fossem diferentes das declarações oficiais. Como nenhum dos documentos achados nos corpos mostrava datas posteriores a abril de 1940, a polícia secreta forjou falsas evidências que colocavam a data do massacre no verão de 1941, quando os nazistas já controlavam a área. Foi publicado por agentes da NKVD um relatório preliminar, datado de 10–11 de janeiro de 1944, concluindo que os oficiais poloneses tinham sido fuzilados pelos alemães.

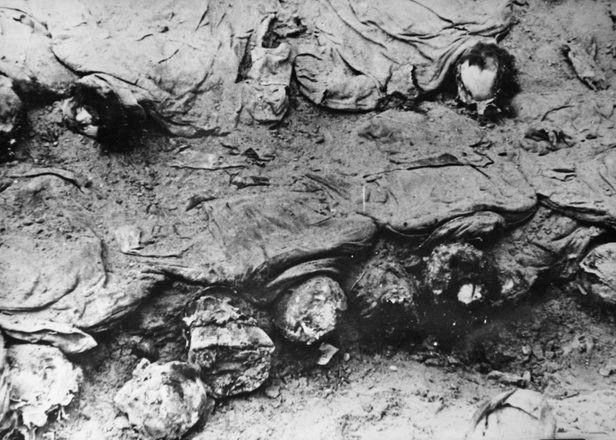
Exumações em Katyn, 1943.

Em janeiro de 1944, o governo da União Soviética enviou outra comissão ao local. O próprio nome desta comissão, Comissão Especial para Investigação e Determinação do Fuzilamento de Prisioneiros de Guerra Poloneses pelos Invasores Nazi-Fascistas na Floresta de Katyn, (em russo: Специальная Комиссия по установлению и расследованию обстоятельств расстрела немецко-фашистскими захватчиками в Катынском лесу военнопленных польских офицеров; romaniz.: Spetsial'naya Kommissiya po ustanovleniyu i rassledovaniyu obstoyatel'stv rasstrela nemetsko-fashistskimi zakhvatchikami v Katynskom lesu voyennoplennyh polskih ofitserov) já implicava numa conclusão antecipada. Foi chefiada por Nicolai Burdenko, presidente da Academia de Ciências Médicas da União Soviética, motivo pelo qual ficou conhecida como "Comissão Burdenko" e era integrada por membros proeminentes da sociedade soviética, entre eles o escritor Alexei Tolstoi. A comissão exumou os corpos encontrados, rejeitou as alegações alemães de que os soldados haviam sido fuzilados pelos soviéticos, atribuiu a culpa aos nazistas e concluiu que as mortes tinham ocorrido no outono de 1941. Apesar de falta de evidências, também acusaram os alemães de fuzilar prisioneiros de guerra russos depois de os usar para cavar as valas na floresta. As conclusões da Comissão Burdenko sobre o massacre foram sistematicamente alegadas pelos soviéticos, até à admissão pública de culpa por parte do governo Gorbachev em 13 de abril de 1990.
Ainda em janeiro de 1944, o governo soviético convidou um grupo de jornalistas britânicos e norte-americanos ao local, acompanhados de Kathleen Harriman, filha do novo embaixador dos Estados Unidos em Moscou, W. Averell Harriman, e de um secretário da embaixada americana. A inclusão dos dois no grupo foi considerada uma tentativa de oficializar a propaganda. As conclusões de John Melby, o secretário da embaixada, apontaram para uma série de deficiências do caso soviético: testemunhas problemáticas e desencorajamento de tentativas de fazer perguntas a estas supostas testemunhas, além da impressão de que "foi montada uma encenação para os correspondentes". De qualquer maneira, na época o diplomata colocou os fatos na balança e achou que a versão dos soviéticos era convincente. O relatório de Harriman chegou à mesma conclusão e após a guerra foram pedidas explicações a ambos, porque eles não desconfiaram que suas conclusões, apesar de suas suspeitas, foram dadas na medida certa do que o Departamento de Estado queria ouvir. Os jornalistas do grupo se impressionaram menos e não ficaram totalmente convencidos com a apresentação armada pelos russos.

### Resposta do Ocidente
O crescimento da crise russo-polonesa sobre o assunto começava a ameaçar as relações entre os soviéticos e as potências ocidentais numa época em que a importância da Polônia, significante no início e nos primeiros anos do conflito, começava a diminuir com a entrada na guerra das grandes potências militares e econômicas, Estados Unidos e União Soviética. O primeiro-ministro britânico Winston Churchill e o presidente norte-americano Franklin Roosevelt estavam cada vez mais divididos entre seus compromissos com seu aliado polonês e as demandas de Stalin e seus diplomatas.

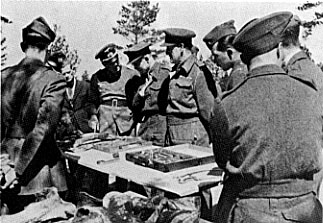
Prisioneiros de guerra britânicos, canadenses e norte-americanos levados à Katyn pelos nazistas para acompanhar a exumação dos cadáveres.

Numa conversa privada com o primeiro-ministro polonês no exílio, Sikorski, Churchill teria admitido que "as revelações nazistas eram provavelmente verdadeiras e que os soviéticos podiam ser cruéis". Entretanto, ao mesmo tempo, ele assegurava aos soviéticos em 15 de abril de 1943, que "nós certamente nos opomos a qualquer investigação feita pela Cruz Vermelha Internacional ou qualquer outro organismo em território sob autoridade nazista. Tal investigação seria uma fraude e suas conclusões seriam um terrorismo." Documentos secretos e não oficiais dos britânicos afirmavam que a responsabilidade soviética era "quase uma certeza", mas a aliança com os comunistas contra o inimigo comum foi considerada mais importante que as questões morais. Assim, a versão oficial dos Aliados sobre o tema apoiou os soviéticos, além de censurar qualquer outra opinião contraditória. Churchill pediu a um de seus diplomatas, Owen O'Malley, que investigasse o massacre, mas numa nota ao secretário do exterior avisou que "tudo isso é apenas para apurar realmente os fatos, mas nenhum de nós deve dizer uma palavra sobre isso". O'Malley, em seu relatório, apontou várias inconsistências e impossibilidades na versão dos soviéticos. Em 13 de agosto, Churchill enviou uma cópia deste relatório a Roosevelt. Ele desconstruía a versão montada pelos soviéticos e aludiu às consequências políticas dentro de uma estrutura fortemente moral, mas reconheceu que não havia alternativa viável à política existente. Roosevelt nunca respondeu oficialmente.
No começo de 1944, um militar e agente britânico e polonês trabalhando infiltrado na Polônia ocupada, Ron Jeffery, conseguiu iludir a Abwehr, o serviço de inteligência nazista, e deixar o país, chegando a Londres com um relatório para o governo britânico. Seus esforços, a princípio considerados, foram depois ignorados pelo governo, o que mais tarde ele atribuiu a maquinações do espião Kim Philby — um funcionário do governo britânico então trabalhando secretamente para os soviéticos — e outros comunistas entrincheirados no governo. Sua tentativa de informar o governo britânico sobre detalhes do massacre de Katyn acabaram lhe valendo a baixa forçada do exército.
Nos Estados Unidos foi seguida uma posição similar, não obstante dois relatórios oficiais da Inteligência sobre Katyn, contradizendo a versão soviética. No meio do ano, Roosevelt enviou seu próprio emissário aos Balcãs para investigar o caso, George Earle, um comandante naval. O relatório de Earle foi igual ao dos britânicos, concluindo que o massacre tinha sido cometido pelos soviéticos. Depois de consultar seus assessores militares, o presidente rejeitou (oficialmente) as conclusões, declarou que estava convencido da responsabilidade nazista e ordenou que o relatório de Earle fosse suprimido. Quando o oficial requereu permissão para publicar suas descobertas, Roosevelt lhe deu uma ordem expressa para que desistisse desse intento.
Em 1943, o coronel John Van Vliet foi um dos prisioneiros levados a Katyn pelos nazistas. Em 1945, logo após o fim da guerra na Europa, ele fez um relatório de suas observações, culpando os soviéticos pelo massacre, e submeteu-o ao comando do exército. Seu superior, general Clayton Bissell, chefe de staff para assuntos de Inteligência do general George Marshall, destruiu o documento. Durante as investigações oficiais do Congresso dos Estados Unidos feitas em 1951-52 sobre o massacre de Katyn, Bissell defendeu sua ação, alegando que não era do interesse do país naquele momento se antagonizar com a aliada URSS, que ainda poderia ser útil na guerra ainda em curso contra o Japão.

## Julgamentos de Nurembergue
Entre 28 de dezembro de 1945 e 4 de janeiro de 1946, sete soldados alemães da Wehrmacht foram julgados por uma corte militar soviética em Leningrado. Um deles, Arno Diere, foi acusado de ajudar a cavar sepulturas durante as execuções. Diere, que era também acusado de assassinatos em vilas soviéticas usando metralhadoras, confessou ter tomado parte no enterro dos corpos, mas não dos fuzilamentos, de entre 15 a 20 mil soldados em Katyn. Pela confissão, ele foi poupado da execução e condenado a 15 anos de trabalhos forçados. Sua confissão era tão cheia de absurdos, que não pôde ser usada pela acusação soviética aos nazistas durante o Julgamento de Nurembergue. Muitos anos depois, já em liberdade, ele retratou-se da confissão, afirmando que foi obrigado a fazê-la por seus interrogadores.
Numa conferência em Londres, que elaborou as acusações de crimes de guerra alemães antes de Nurembergue, os negociadores soviéticos apresentaram para inclusão na lista a seguinte alegação: "em setembro de 1941, 925 oficiais poloneses que eram prisioneiros de guerra foram mortos na floresta de Katyn, perto de Smolensk". Os negociadores norte-americanos concordaram em incluí-la, mas ficaram incomodados com a inclusão, e concluíram que caberia aos soviéticos prová-la. Durante os julgamentos, em 1946, o general soviético Roman Rudenko levantou a acusação, afirmando que "um dos mais importantes atos criminosos pelos quais os maiores criminosos de guerra aqui são responsáveis, foi a execução em massa de prisioneiros poloneses na floresta de Katyn, perto de Smolensk, pelos invasores fascistas alemães". Rudenko, entretanto, não conseguiu provar suas acusações e os juízes britânicos e americanos arquivaram o caso.

## O massacre na Guerra Fria
Em 1951 e 1952, tendo a Guerra da Coreia como pano de fundo mundial, uma investigação do Congresso dos Estados Unidos chefiada pelo senador republicano Ray Madden, conhecida como 'Comitê Madden', foi instalada sobre os crimes de Katyn. Ela concluiu que os poloneses haviam sido assassinados pelos soviéticos e recomendou que eles fossem julgados pelo Tribunal Internacional de Justiça. Porém, a questão da responsabilidade continuou controversa no Ocidente e atrás da Cortina de Ferro. No Reino Unido do fim dos anos 1970, planos de um memorial contendo a inscrição 'Katyn 1940' (ao invés de 1941) foram vistos como uma provocação no clima reinante da Guerra Fria. Também foi alegado que a escolha feita em 1969 para erguer um memorial na cidade de Khatyn, na então República Socialista Soviética da Bielorrússia, lugar de um massacre civil cometido pelos nazistas em 1943, tinha sido feita para causar confusão com Katyn. Os dois nomes são similares ou idênticos em várias línguas e frequentemente confundidos.
Na Polônia, as autoridades pró-soviéticas encobriram o assunto de acordo com a linha de propaganda comunista, deliberadamente censurando quaisquer fontes que pudessem fornecer informações sobre o crime. Katyn foi um assunto proibido na Polônia pós-guerra. A censura oficial no país era um grande empreendimento e Katyn foi especificamente mencionado no "Livro Negro da Censura" usado pelas autoridades para controlar a imprensa e os meios acadêmicos. Não apenas os censores suprimiam qualquer referência ao fato como apenas falar do assunto era perigoso. Em 1981, o Sindicato Solidariedade ergueu um memorial com uma simples inscrição: "Katyn 1940". Ele foi confiscado pela polícia e substituído por um monumento oficial com a inscrição: "Aos soldados poloneses — vítimas do fascismo hitlerista — repousando no solo de Katyn". Katyn permaneceu sendo um tabu em toda a Polônia comunista até a queda do comunismo em 1989.

"É proibida qualquer tentativa de responsabilizar a União Soviética pelas mortes de oficiais poloneses na floresta de Katyn".— do Livro Negro da Censura da República Popular da Polônia
Na União Soviética dos anos 1950, o chefe da KGB, Alexander Shelepin, levou a cabo a destruição de vários documentos sobre o massacre para minimizar a chance da verdade ser conhecida. Uma nota sua a Nikita Krushev, datada de 3 de maio de 1959, com a informação da morte de 21 857 poloneses em Katyn e a proposta de destruir todos os arquivos referentes ao caso, tornou-se um dos documentos preservados e que depois foram tornados públicos.

## Revelação
A partir do fim dos anos 1980, a pressão aumentou tanto no governo polonês quanto no soviético para liberarem documentos relacionados ao massacre. Intelectuais poloneses tentaram incluir Katyn na agenda de discussões na comissão conjunta russo-polonesa de 1987, a fim de investigar episódios censurados da história dos dois países. Em 1989, estudiosos soviéticos revelaram que Stalin tinha realmente ordenado o massacre e em 1990 Mikhail Gorbachev admitiu publicamente que a NKVD havia executado os poloneses e confirmou mais dois locais de sepultamento além da floresta, em Mednoye e Piatykhatky.

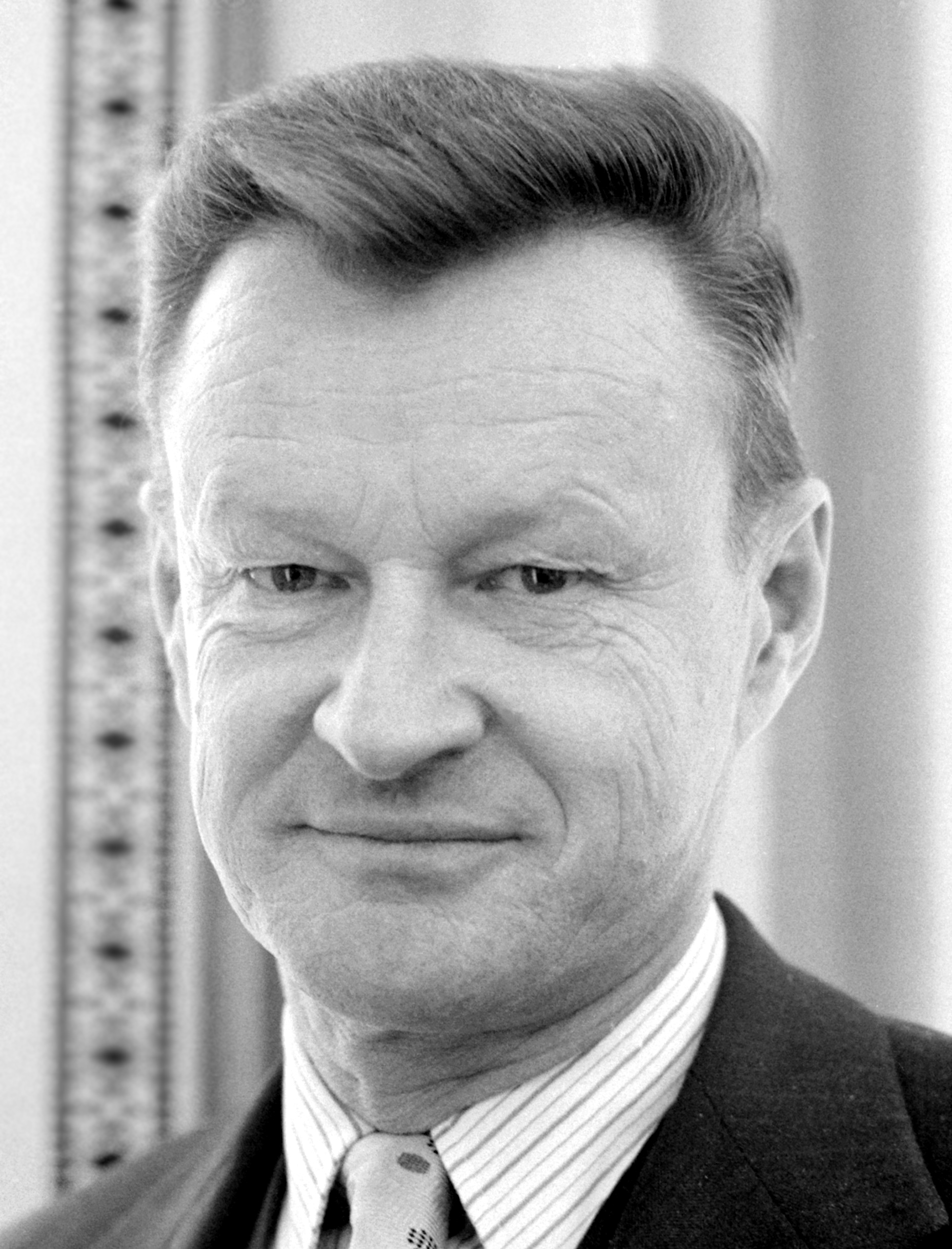
Zbigniew Brzezinski. Sua visita a Katyn em 1989 foi bastante explorada pela televisão soviética.

Em 30 de outubro de 1989, Gorbachev permitiu que uma delegação de centenas de poloneses, organizada pela associação Familiares das Vítimas de Katyn, visitasse o memorial em Katyn. Entre estes visitantes, estava o ex-conselheiro de Segurança Nacional do governo dos Estados Unidos na administração do presidente Jimmy Carter, Zbigniew Brzezinski, nascido em Varsóvia. Uma missa foi rezada no local e faixas exaltando o Solidariedade foram estendidas. Um dos participantes afixou "NKVD" na inscrição do memorial, por cima da palavra "Nazis" constante nele, de maneira que se ficou lendo "Em memória dos soldados poloneses mortos pela NKVD em 1941". Vários visitantes escalaram a cerca do complexo da NKVD nas proximidades e deixaram velas acesas pelo chão dele. Brzezinski declarou:

"Não foi uma dor pessoal que me trouxe aqui, como é o caso da maioria das pessoas aqui reunidas, mas sim o reconhecimento da natureza simbólica de Katyn. Parece-me muito importante que a verdade deve ser dita sobre o que aconteceu, porque apenas a verdade pode distanciar a nova liderança soviética dos crimes de Stalin e da NKVD. Somente a verdade pode servir de base a uma verdadeira amizade entre os povos soviético e polonês"
Mais tarde ele afirmaria que o fato dos soviéticos permitirem sua presença ali, era um símbolo da ruptura com o stalinismo que a Perestroika de Gorbatchev representava. Sua visita a Katyn e suas declarações tiveram uma extensa cobertura da televisão e da mídia soviética em geral. Na cerimônia acontecida no memorial, ele deixou um buquê de rosas vermelhas com uma mensagem escrita à mão em polonês e inglês onde se lia: "Às vítimas de Stalin e da NKVD. Zbigniew Brzezinski."
Em 13 de abril de 1990, no 47º aniversário da descoberta das covas coletivas em Katyn, a União Soviética formalmente expressou seu "profundo pesar" e admitiu a responsabilidade da polícia secreta soviética pelos crimes. O dia 13 de abril foi declarado mundialmente como o Dia da Memória de Katyn.

## Investigações oficiais
Depois dos russos e dos poloneses descobrirem novas evidências em 1991 e 1992, o presidente da Federação Russa Boris Yeltsin liberou os documentos ultra-secretos do selado "Pacote nº1" e os transferiu para o novo presidente polonês Lech Walesa. Entre estes documentos estava a proposta de Beria, datada de 5 de março de 1940, para executar 25 mil prisioneiros poloneses dos campos de Kozelsk, Ostashkov e Starobels e de algumas prisões na Bielorrússia e na Ucrânia ocidental, assinada por Stalin, entre outros. Outro documento entregue a Walesa foi a nota de Shelepin a Krushev com a informação da execução de 21 857 poloneses, assim como a proposta com a destruição de todos os documentos sobre o caso. As revelações também foram publicadas pela imprensa soviética, o que foi interpretado como sendo um resultado da luta pelo poder em curso entre Yeltsin e Gorbachev.

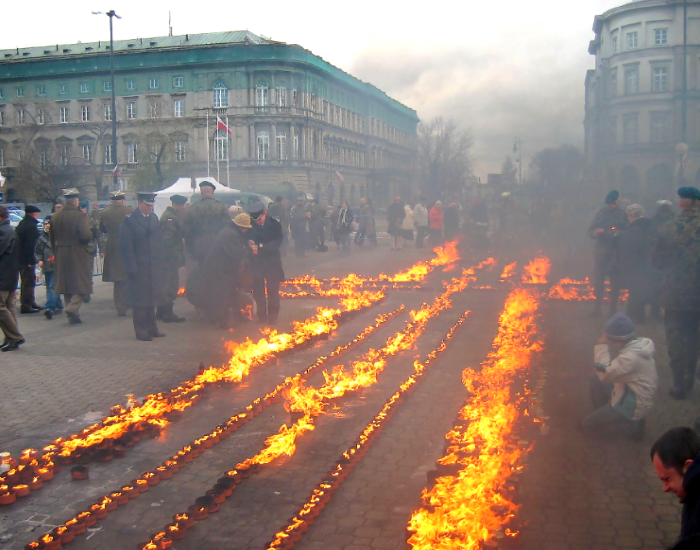
Cerimônia em memória às vítimas de Katyn nas ruas de Varsóvia, 2007.

Em 1991, o procurador-geral militar da URSS iniciou ações judiciais contra P.K. Soprunenko por seu papel no massacre, mas declinou de processá-lo por Soprunenko estar com 83 anos, quase cego e se recuperando de uma operação de câncer. Durante o interrogatório feito, o carrasco defendeu-se negando sua própria assinatura.
Durante a visita do presidente polonês Aleksander Kwaśniewski à Rússia em 2004, os russos anunciaram sua intenção de transferir todos os documentos em seu poder sobre Katyn aos poloneses tão logo eles fossem liberados. Em março de 2005, a procuradoria-geral concluiu uma investigação de dez anos sobre o massacre. O procurador militar Alexander Savenkov declarou que as investigações confirmavam a morte de 1 803 dos 14 542 cidadãos poloneses que haviam sido sentenciados à morte enquanto estavam nos três campos. Ele nada declarou sobre o destino de 7 mil poloneses desaparecidos que não estavam presos nestes campos mas em prisões. Savenkov declarou que o massacre não foi um genocídio, que os responsáveis soviéticos estavam mortos e que, consequentemente, "não havia qualquer base para falar do assunto em termos jurídicos". 116 dos 183 volumes de arquivos reunidos durante a investigação foram considerados segredo de estado e continuaram secretos.
Em 22 de março de 2005, o Sejm polonês passou um decreto exigindo que os arquivos russos foram liberados. O parlamento também requereu que o massacre de Katyn fosse considerado um genocídio. A resolução sublinhou que as autoridades russas "procuravam diminuir a carga desse crime, recusando-se a reconhecer que era um genocídio e a dar acesso aos registros da investigação sobre o assunto, o que tornava difícil determinar toda a verdade sobre o assassinato e os seus autores".
Entre o fim de 2007 e início de 2008, diversos jornais russos, incluindo o Komsomolskaia Pravda, publicaram reportagens que implicavam os nazistas nos crimes, espalhando o sentimento de que isto estava sendo feito com o consentimento do Kremlin. Em vista disso, o Instituto da Memória Nacional, polonês, resolveu abrir sua própria investigação.
Em 2008, o ministro das Relações Exteriores da Polônia solicitou ao governo russo pretensas filmagens que haviam sido feitas pela NKVD dos massacres. Autoridades polonesas acreditavam que estes filmes, junto com documentos que mostravam uma cooperação entre a NKVD e a Gestapo nazista durante as operações, era a principal razão para a Rússia continuar se negando a liberar a maioria dos arquivos de Estado sobre Katyn. Nos anos seguintes, mais 81 volumes do caso foram liberados e entregues aos poloneses. Até 2012, 35 destes volumes, de um total inicial de 183, continuavam secretos.

### Audiências posteriores
Em junho de 2008, tribunais russos concordaram em ouvir o caso sobre a liberação dos documentos sobre Katyn e a reabilitação judicial das vítimas. Numa entrevista a um jornal polonês, Vladimir Putin classificou o massacre como um crime político.
Em 21 de abril de 2010, a Suprema Corte da Federação Russa determinou à corte de Moscou que abrigasse um apelo de um caso legal em andamento sobre Katyn. Uma organização de direitos civis, Memorial, disse que a ordem poderia levar a uma decisão da corte de abrir os documentos secretos contendo detalhes sobre o massacre. Em 8 de maio de 2010 os russos entregaram aos poloneses 67 volumes do "Caso Criminal nº159", aberto nos anos 1990 para investigar os crimes em massa contra poloneses durante a era soviética. As cópias destes volumes, cada um deles com cerca de 250 páginas, foram colocadas em seis caixas, num total de 70 kg de documentos. O presidente russo Dmitry Medvedev entregou pessoalmente um dos volumes ao presidente polonês Bronislaw Komorowski. Os dois líderes concordaram que os dois países continuassem seus esforços para revelar toda a verdade sobre a tragédia. Medvedev reiterou que a Rússia continuaria a liberar documentos secretos. O ato foi considerado pelos poloneses como uma boa decisão para melhorar as relações bilaterais entre os dois países.
Em 2011, o Tribunal Europeu dos Direitos Humanos considerou pertinentes duas queixas de familiares de vítimas do massacre contra a Rússia sobre a adequação da investigação oficial. Num comunicado de 16 de abril de 2012, ela decidiu que a Rússia tinha violado os direitos dos parentes das vítimas por não lhes fornecer informações suficientes sobre a investigação e considerou o massacre como "crime de guerra". No entanto, a mesma corte se recusou a julgar a eficácia das investigações russo-soviéticas, porque elas ocorreram antes da ratificação da Rússia da Declaração dos Direitos Humanos, feita apenas em 1998.

## Relações russo-polonesas
Russos e poloneses continuam divididos quanto à denominação do massacre de Katyn. Os poloneses consideram o caso um genocídio e exigem mais investigações, assim como a liberação de todos os documentos russos ainda secretos. Em junho de 1998, Boris Yeltsin e Aleksander Kwaśniewski concordaram em construir memoriais em Katyn e Mednoye, os dois locais de execução da NKVS em solo russo. Entretanto, em setembro daquele ano, os russos levantaram o caso da morte de prisioneiros de guerra soviéticos em 1919 na Polônia. Cerca de 16 a 20 mil soldados morreram nestes campos entre 1919 e 1924 devido a doenças transmissíveis. Autoridades russas consideravam este caso um genocídio comparável a Katyn. Uma reivindicação parecida tinha sido levantada em 1994. Os poloneses acreditaram ser isto uma tentativa de provocação russa para "criar um "anti-Katyn" e descompensar a "equação histórica".
Em 4 de fevereiro de 2010, o primeiro-ministro Vladimir Putin convidou seu colega Donald Tusk para comparecer a um serviço memorial em Katyn. A visita aconteceu em 7 de abril, quando os dois líderes juntos lembraram os 70 anos do massacre. Pouco antes da visita, o filme polonês Katyń, de Andrzej Wajda, produzido em 2007, passou na televisão estatal pela primeira vez.

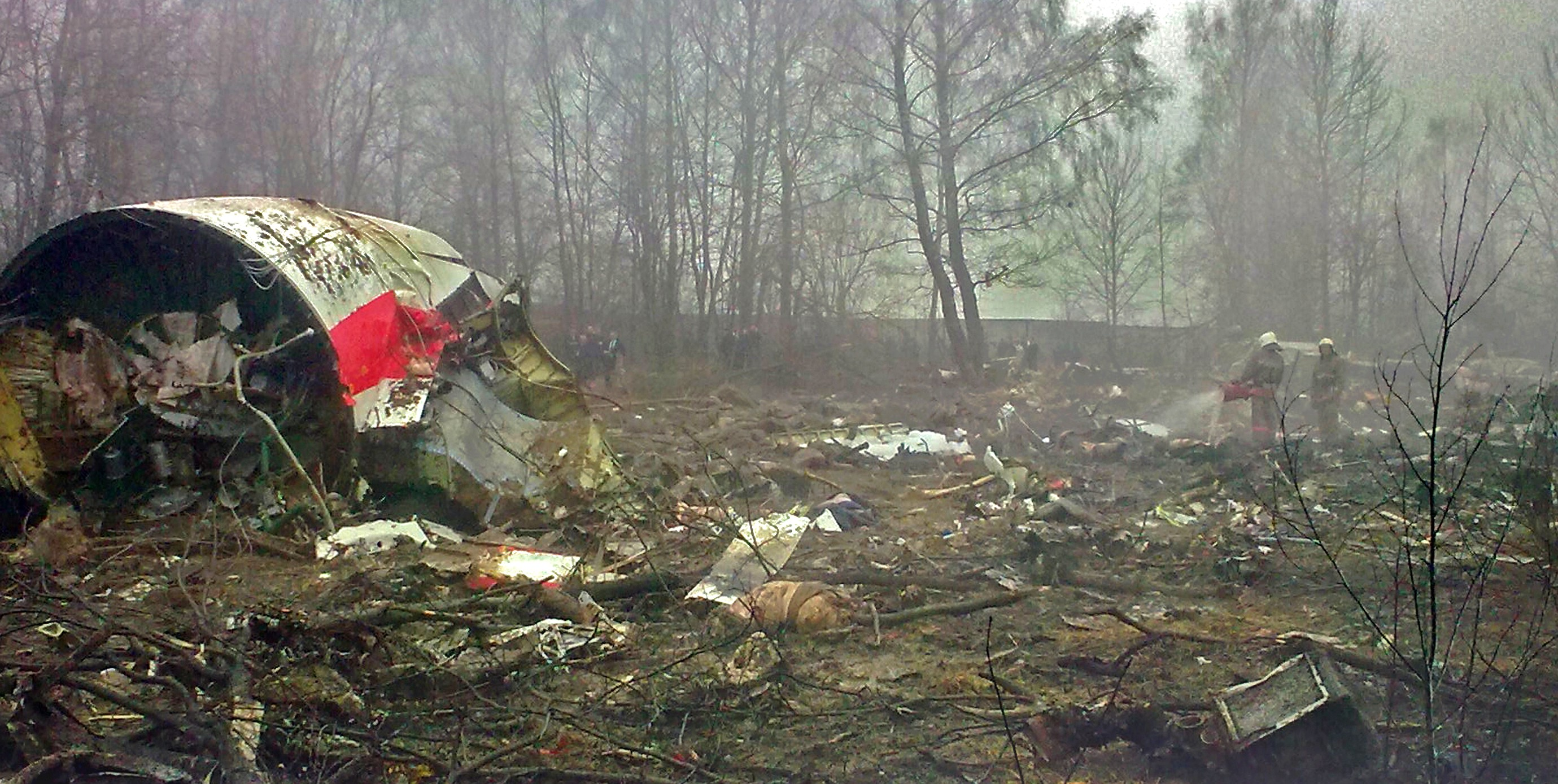
Destroços do Tupolev polonês nas cercanias de Smolensk. O presidente Lech Kaczyński e dezenas de autoridades que se dirigiam a uma cerimônia pelo massacre de Katyn morreram no acidente.

Em 10 de abril de 2010, um avião da força aérea polonesa transportando o presidente Lech Kaczyński, sua esposa e mais 87 passageiros, entre eles altas patentes militares, caiu perto de Smolensk, matando todos a bordo. Eles se dirigiam a uma cerimônia na Rússia que marcava os 70 anos do massacre. A tragédia deixou em choque a população polonesa e o primeiro-ministro Tusk, que não estava na viagem, declarou aquele ser o pior momento da história da Polônia desde a guerra. Logo depois, várias teorias da conspiração começaram a se formar. A catástrofe teve grande repercussão internacional, particularmente na imprensa russa, e o filme Katyń foi novamente reprisado pela televisão. O presidente Kaczyński faria um discurso nas cerimônias formais em honra às vítimas, ressaltando o significado dos massacres no contexto da história política do comunismo no pós-guerra assim como a necessidade de russos e poloneses pela reconciliação. Apesar do discurso nunca ter sido feito, ele foi publicado em polonês original com uma tradução em inglês.
Em novembro de 2010, a Duma Estatal (Câmara Baixa do Parlamento russo) passou uma declaração de que os documentos por tanto tempo secretos mostravam que os crimes de Katyn foram cometidos sob ordens de Stalin e outras altas autoridades soviéticas. A declaração também clamava por investigações mais profundas, de maneira a confirmar a lista total de vítimas. Membros do Partido Comunista integrantes da Duma, porém, se negaram a assinar a petição e votaram contra ela, negando que a URSS pudesse ser responsabilizada pelos massacres. Em dezembro de 2010, o presidente Medvedev prometeu o esclarecimento público de todo o crime, declarando que "a Rússia tem dado vários passos em direção a esclarecer totalmente o legado do passado e continuaremos nesta direção".
Apesar de todas estas evidências e dos diversos livros escritos incriminando os russos através dos anos, ainda hoje o Partido Comunista da Federação Russa, políticos russos pró-soviéticos, monarquistas, analistas dos meios de comunicação, pesquisadores como Yuri Jukov, principal editor da Grande Enciclopédia Soviética, historiadores militares como Alexander Shirokorad e teóricos da conspiração, continuam a negar a culpa da União Soviética no caso, alegam que os documentos tornados públicos são falsos, insistem nas alegações originais — que os poloneses foram mortos pelos nazistas em 1941 — e pedem uma nova investigação que revisaria as conclusões daquela encerrada em 2004.

## Memoriais

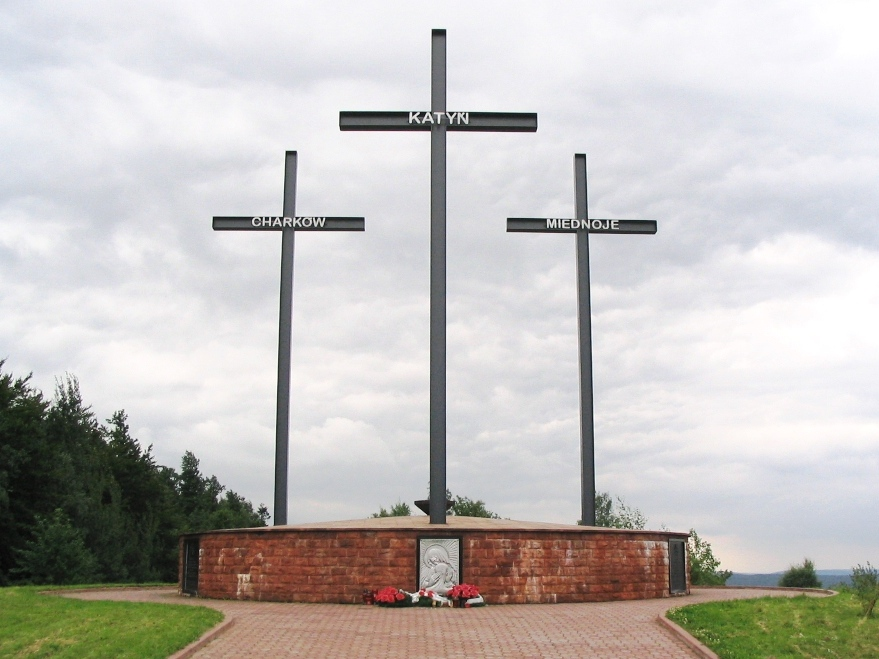
As cruzes do memorial de Katyn.

Diversos memoriais sobre o massacre foram erguidos ao redor do mundo. Durante a Guerra Fria, o governo britânico impediu a construção de um grande memorial no Reino Unido. A União Soviética não queria que o massacre fosse relembrado e pediu aos britânicos, através de seu embaixador, que impedissem a construção do monumento. Para não criar um antagonismo político com os soviéticos, a construção foi adiada por anos. Em julho de 1976, quando ele finalmente foi inaugurado em Londres, em meio a controvérsias, nenhum representante do governo apareceu. Três anos depois, outro monumento foi erigido pela Sociedade Anglo-Polonesa em Staffordshire.
Em 28 de julho de 2000, um memorial foi inaugurado na Rússia, no Cemitério de Guerra de Katyn, pelo Ministério da Cultura da Federação Russa e pelo Conselho para a Proteção da Memória da Luta e Martírio da Polônia. Nele, estão enterrados os restos de 4 412 oficiais poloneses. Antes disso, o local tinha um monumento dedicado "às vítimas dos hitleristas". No Canadá, uma grande escultura de metal foi erguida pela comunidade polonesa em Toronto. Na África do Sul, em Joanesburgo um memorial homenageia os mortos de Katyn junto com os aviadores poloneses e sul-africanos que voaram em missões aéreas para jogar suprimentos aos combatentes do Levante de Varsóvia.
Nos Estados Unidos, uma estátua dourada, conhecida como National Katyn Massacre Memorial (Memorial Nacional do Massacre de Katyn) está situada no centro da cidade de Baltimore. Outras estátuas lembrando o massacre fora instaladas em Nova Jersey, Doylestown e Niles. Em Detroit, a comunidade polonesa ergueu um monumento de pedra branca em forma de cruz com uma placa, dentro de uma igreja católica.
Na Ucrânia, foi erguido um complexo em honra aos 4 300 oficiais mortos na cidade de Piatykhatky, 14 km ao norte de Kharkov. O complexo memorial fica situado num lado do terreno de uma antiga casa de repouso para oficiais da NKVD. Crianças têm descoberto centenas de botões de uniformes militares poloneses brincando ao redor da área.

## Arte e literatura
O massacre de Katyn tem sido tema de filmes, livros biográficos, romances e artes plásticas em geral. O primeiro livro em inglês sobre o tema foi publicado em 1951 em Nova York por Józef Mackiewicz com o nome The Katyn Wood Murders. Ele é parte central no romance Enigma, de Robert Harris, e também do filme dirigido por Michael Apted e baseado no livro. O maestro e compositor polonês Andrzej Panufnik escreveu um tema orquestral em 1967 chamado Epitáfio de Katyn em memória do massacre.
Em 2007, o cineasta polonês Andrzej Wajda, cujo pai, capitão Jakub Wajda, foi assassinado enquanto preso em Kharkov pela NKVD, dirigiu um filme sobre o evento, que reconta a história de algumas mulheres (mães, esposas e filhas) de prisioneiros que morreram no massacre. O filme, chamado apenas Katyń (no Brasil, O Massacre de Katyn) tem seu roteiro baseado no livro póstumo de Andrzej Mularczyk Post mortem — A História de Katyn, em tradução livre. O filme foi indicado para o Oscar de Melhor Filme Estrangeiro de 2007.
Em 2008, o historiador britânico Laurence Rees produziu e dirigiu um documentário de seis horas de duração para a BBC intitulado World War II Behind Closed Doors: Stalin, the Nazis and the West, em que o massacre de Katyn é um dos temas centrais da obra.